# Donald McDonald, Signore delle Isole
Donald McDonald, Signore delle Isole (... – 1423), è stato un nobile e militare scozzese.

## Biografia
Figlio e successore di John di Islay, Signore delle Isole e capo del Clan Donald. La Signoria delle Isole aveva come centro la costa occidentale dell'isola di Islay, ma suo padre, a suo tempo, riuscì a sottomettere molte altre terre, insulari e non, come Morvern, Kintyre e le regioni di Knapdale, Lochaber e Garmoran. Donald era nipote di Roberto II di Scozia e cugino di Roberto III di Scozia, era molto orgoglioso del suo sangue nobile tanto che prese l'uso di circondare il proprio stemma con quello reale. È d'uso comune rappresentare i Signori delle Isole come separati dal resto della vita politica scozzese e vederli piuttosto come i rappresentanti di una Signoria del tutto separata dal resto del paese, ma questo potrebbe far dimenticare che egli fu uno dei pochi magnati a detenere una Signoria tanto ampia e che governò senza grosse interferenze da parte della corona fra la fine del XIV e l'inizio del XV secolo.

### La lotta con gli Stewart
Donald Mc Donald nacque in data imprecisata da John di Islay, Signore delle Isole e Margaret Stewart, una delle figlie di Roberto II di Scozia. Egli passò buona parte del primo periodo quale Lord a mettere a tacere una rivolta capeggiata dal fratello minore John Mór Tanister (morto 1427) che era risentito per la magra parte di eredità che aveva avuto. Nonostante John fosse stato riconosciuto come erede apparente aveva avuto solo piccole porzioni di territorio a Kintyre e Islay, la sua rivolta era iniziata nel 1387, un anno dopo la morte del padre, e continuò per diversi anni in cui riuscì a procurarsi anche il sostegno del Clan Maclean, alla fine però entrambi vennero ricondotti a ragione da Donald e nel 1395 John fu costretto a riparare in Irlanda. Qui egli entrò a servizio di Riccardo II d'Inghilterra e fondò una piccola signoria dei McDonald ad Antrim.
Sedata la rivola del fratello Donald poté girare lo sguardo attorno alle proprie terre concentrando la propria attenzione a nord e ad est. Buona parte delle terre poste in quelle direzioni, quindi Skye Ross, Badenoch ed Urquarth erano sotto il controllo di Alexander Stewart, suo prozio, noto come il lupo di Badenoch. Gli Stewart avevano iniziato a costruire il proprio potere nel nord della Scozia nelle Highlands centrali sin dal 1346 quando era morto John Randolph, III conte di Moray.
Alexander aveva quindi preso la Signoria di Badenoch, la contea di Buchan e il titolo di Giudice di Scozia, quindi gli era stato dato il titolo di Luogotenente del nord dandogli la flessibilità e il potere necessari a tenere salda la presa su una buona fetta della Scozia nord-orientale. Alexander non era quindi solo il governatore de facto del nord del paese, ma anche il mezzo attraverso il quale la corona esercitava il suo controllo.
Nel tempo si erano accumulate lamentele circa i propri Cateran (bande di soldati locali), ma la sua posizione era divenuta una minaccia per la moglie Eufemia di Ross e per il suo figliastro Alexander Leslie, conte di Ross titolare della contea di Moray.
Nel tardo 1388, quando divenne Guardiano del regno, Robert Stewart, fratello di Alexander, lo privò del titolo di Giudice e l'assalto non si fermò qui. Donald ed il fratello Alexander di Lochaber erano nella posizione giusta per avvantaggiarsene, questi nel 1394 fece un accordo per diciassette anni con il conte di Moray affinché sostituisse Stewart quale protettore delle proprietà "laiche" ed ecclesiastiche di una parte della contea.
I McDonald entrarono quindi in possesso del castello di Duart che diedero ai McLean di Duart oltre a prendere per sé il castello di Urquarth e le sue terre.
La benevolenza del Guardiano fu breve, Lochaber usò il proprio ruolo per avvantaggiare la propria Signoria, compreso garantire terre della chiesa ai soldati che erano al suo seguito, nel 1398 il Guardiano era il nuovo Duca d'Albany e fu chiamato a prendere provvedimenti concreti, la sua spedizione militare però, finì in niente. Lochaber continuò le proprie attività e nel 1402 bruciò la città di Elgin insieme agli allocci dei canonici in carico alla Cattedrale di Elgin. Questo gli costò la scomunica da William de Spynie (morto 1406), Vescovo di Moray e in quello stesso anno cercò di ottenere da lui il perdono.
Anche Donald stava dando il suo pensare. Sempre nel 1402 alla morte del cognato Alexander Lisle cominciò a premere perché il contado di Ross venisse trasferito alla moglie Mariota Lisle, contessa di Ross (morta 1440) e quando questo avvenne cercò di prenderne il controllo. Fra il 1405 e il 1411 Donald prese il controllo del castello di Dingwall, sede principale del contado. Nel 1406 quando morì Roberto III di Scozia, un re ormai solo di nome, Donald spedì degli emissari in Inghilterra perché contattassero l'erede, il futuro Giacomo I di Scozia, allora prigioniero degli inglesi. Enrico IV d'Inghilterra rispose mandando dei propri emissari perché si negoziasse un'alleanza allo scopo di abbattere il duca d'Albany.
Con il controllo di buona parte dei punti chiave del contado di Ross e l'appoggio dell'erede al trono Donald si sentì abbastanza sicuro da marciare, nel 1411, contro uno dei principali alleati del duca nel nord, Alexander Stewart, conte di Mar. All'inconclusiva Battaglia di Harlaw Donald non riuscì a sconfiggere il conte e fu anzi costretto a retrocedere fino alle Highlands occidentali, questo permise al Duca di riprendere Dingwall e il Ross orientale. Nel 1415 Euphemia Lisle, contessa di Ross, figlia del defunto Alexander Leslie e de jure contessa di Ross, cedette il contado ad Albany che a sua volta lo trasmise al figlio John Stewart, conte di Buchan, ma questo non impedì mai alla moglie di Donald di considerarsi la "vera" contessa.
Donald morì nel 1423 ad Islay.

## Matrimonio e figli
Dal proprio matrimonio con Mariota Lisle Donald ebbe:
- Alexander di Islay, Conte di Ross, suo successore
- Angus McDonald
- Anna McDonald